# Buken
Buken is een dorp in de Belgische provincie Vlaams-Brabant, en een deelgemeente van de gemeente Kampenhout. Het was een zelfstandige gemeente tot het bij de fusie van 1977 toegevoegd werd aan de gemeente Kampenhout.

## Geschiedenis
Al in 775 zou Adalardus zijn bezittingen, waaronder het latere Buken, hebben geschonken aan de Abdij van Corbie, waarvan hij abt werd. 
Buken werd voor het eerst vermeld in 1202, en wel als Bueckenholt, in 1340 als Buecken. De naam heeft betrekking op beukenbos. In 1425 was er al sprake van een kapel, gesticht door Jan van der Thuynen. Deze kapel was in 1505 nog afhankelijk van de parochie van Bertem. In 1562 deed de Abdij van Corbie afstand van zijn bezittingen. Nu werd de kapel afhankelijk van de parochie van Tildonk. In 1687 werd Buken een zelfstandige parochie.

## Geografie
Buken ligt in het oosten van de fusiegemeente Kampenhout aan de weg van Leuven naar Mechelen die het dorp doormidden snijdt. In het noorden van de deelgemeente loopt het Kanaal Leuven-Dijle. De dorpskom ligt in de zuidoosthoek van de deelgemeente en sluit in oostelijke en zuidelijke richting aan op de bebouwing van het gehucht Beneden-Veltem dat administratief tot de gemeente Herent (deelgemeente Veltem-Beisem) behoort, maar kerkelijk deel uitmaakt van de parochie Buken. Buken heeft zich door zijn ligging van een landbouwdorp tot een woondorp ontwikkeld.

## Bezienswaardigheden
- De neobarokke Sint-Antoniuskerk van 1842 met een barokke ingebouwde toren van omstreeks 1700. Ook het huidige koor dateert uit die tijd en was het schip van de vroegere kerk. In 1920 werd het interieur aangepast en in 2006 werd de kerk volledig gerenoveerd.

## Natuur en landschap
Buken ligt in een vlak landschap op een hoogte van 12-17 meter. Ten noorden van Buken loopt het Kanaal Leuven-Dijle. De belangrijkste beek is de Leibeek. Ten zuiden van Buken ligt het Kareelbos.

## Demografische ontwikkeling
- Bronnen:NIS, Opm:1831 tot en met 1970=volkstellingen; 1976 = inwoneraantal op 31 december

## Nabijgelegen kernen
Winksele-Delle, Tildonk, Relst, Haacht-Station